# Eleonora de Fonseca Pimentel
Eleonora de Fonseca Pimentel (Roma, 13 gennaio 1752 – Napoli, 20 agosto 1799) è stata una patriota, politica, giornalista e poetessa italiana, una delle figure più rilevanti della breve esperienza della Repubblica Napoletana del 1799.
Di famiglia portoghese, ma nata a Roma, all'anagrafe Leonor da Fonseca Pimentel Chaves, viene ricordata nelle pubblicazioni tedesche, inglesi e italiane con il nome italianizzato che venne adottato dalla sua famiglia nelle residenze di Roma e Napoli; con lo stesso nome fu tra i protagonisti della scena politica di fine XVIII secolo.

## Biografia

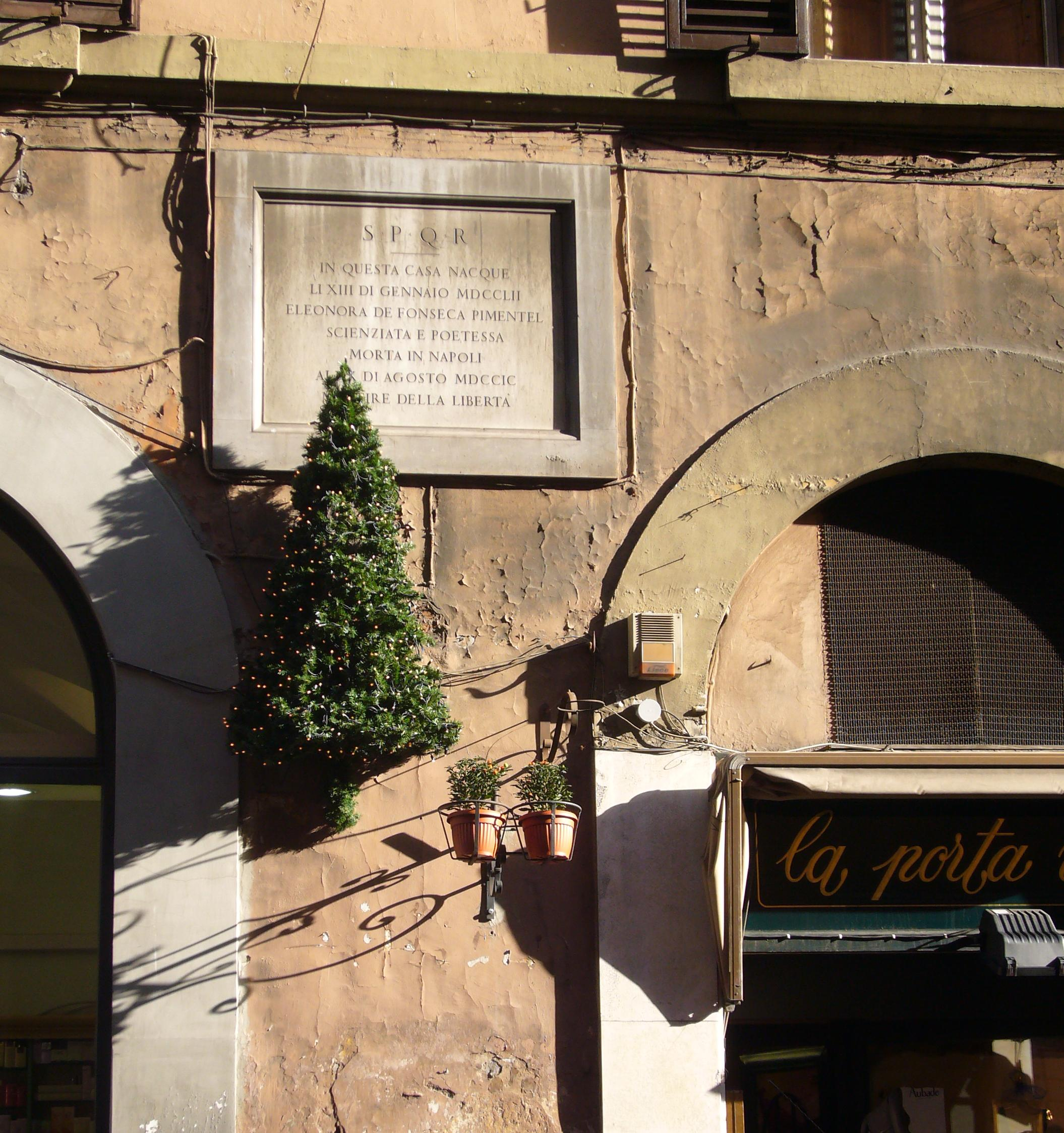
Roma, via di Ripetta: memoria di Eleonora da Fonseca Pimentel sulla casa di nascita

Di casato originario di Beja nell'Alentejo, poco dopo la sua nascita, a seguito della rottura dei rapporti diplomatici fra il Regno del Portogallo e lo Stato Pontificio, la sua famiglia si trasferì da Roma a Napoli.
Grazie all'aiuto di uno zio, l'abate Antonio Lopez, e soprattutto perché intellettualmente precoce e molto vivace e capace fin dall'infanzia di leggere e scrivere in latino e greco, si dedicò allo studio delle lettere e si cimentò nella composizione di versi (sonetti, cantate, epitalami). Era inoltre in grado di parlare diverse lingue moderne e, ancor giovane, fu ammessa all'Accademia dei Filaleti, ove assunse il nome di "Epolnifenora Olcesamante" (anagramma del suo vero nome e cognome), e all'Accademia dell'Arcadia, con il nome di "Altidora Esperetusa". Ebbe scambi epistolari con letterati tra cui Pietro Metastasio, colpito dalle sue capacità, a cui dall'età di diciotto anni aveva cominciato a inviare i suoi primi componimenti. Si dedicò in seguito allo studio delle discipline storiche, giuridiche ed economiche. Fin dall'adolescenza partecipò ai salotti di Gaetano Filangieri, dove incontrò tra gli altri il dottor Domenico Cirillo e il massone Antonio Jerocades. Scrisse un testo di argomento finanziario e tradusse dal latino all'italiano, commentandola, la dissertazione dell'avvocato napoletano Nicola Caravita (1647-1717) sui pretesi diritti dello Stato Pontificio sul Regno di Napoli. Inoltre in occasione del matrimonio tra re Ferdinando IV e Maria Carolina d'Austria compose, sedicenne, il "Tempio della gloria", un epitalamio per le nozze dei sovrani. Per i suoi meriti letterari venne ricevuta a Corte e le fu concesso un sussidio come bibliotecaria della regina, ruolo che occuperà per molti anni.
Alla fine del 1771 morì la madre Caterina Lopez. Nel 1776 iniziò una corrispondenza con Voltaire, cui dedicò un sonetto (di cui non si conosce il testo) ottenendo, in risposta, un analogo componimento pubblicato sul Giornale letterario di Siena
Nel febbraio 1778 sposò, presso la chiesa di Sant'Anna di Palazzo, il quarantaquattrenne Pasquale Tria de Solis, tenente dell'esercito napoletano (14º Reggimento Sannio). Nell'ottobre dello stesso anno nacque un figlio, Francesco, che morì dopo otto mesi; resterà l'unico figlio da lei avuto, anche a causa dei maltrattamenti subiti dal marito, che le causeranno due aborti. Per il figlio morto scrisse cinque sonetti, pervasi di disperato amore materno
L'anno precedente (1777) aveva pubblicato a Napoli "Il Trionfo della Virtù", in cui manifestava il suo omaggio all'istituzione regale indicando il re come "...distributore della giustizia e della provvidenza...".
Nel 1780 divenne membro dell'Accademia Reale di Scienze e Belle Lettere e partecipò ai salotti letterari e massonici. delle principesse Marianna Faraja di San Marzano e Giulia Carafa di Traetto di Minervino
Nel 1784 il padre diede inizio a una causa di separazione della figlia dal Tria Solis, le cui percosse le avevano intanto causato l'interruzione di altre due gravidanze (il marito sarebbe poi morto nel febbraio 1795).
Nel 1785 morì il padre, Clemente, e Eleonora fu costretta a ricorrere alla Corte con una "supplica" al re, che le concesse un sussidio di dodici ducati al mese.
Risale al 1789 un sonetto in cui elogia la lungimiranza dimostrata da Ferdinando IV con la legislazione liberale ed egualitaria per la comunità di San Leucio.

### La Repubblica Napoletana

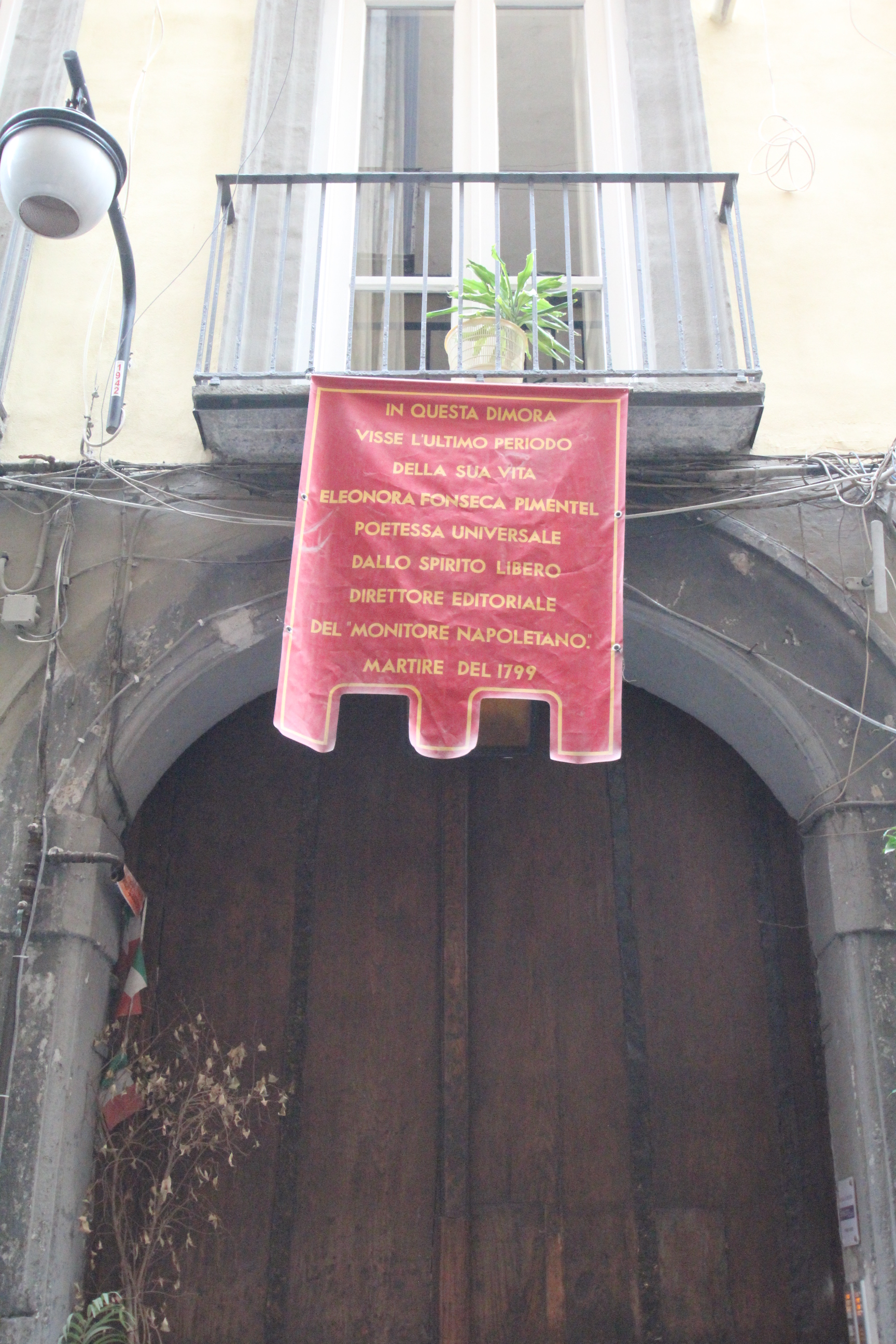
L'abitazione di Eleonora Pimentel Fonseca a Napoli, Salita Sant'Anna di Palazzo

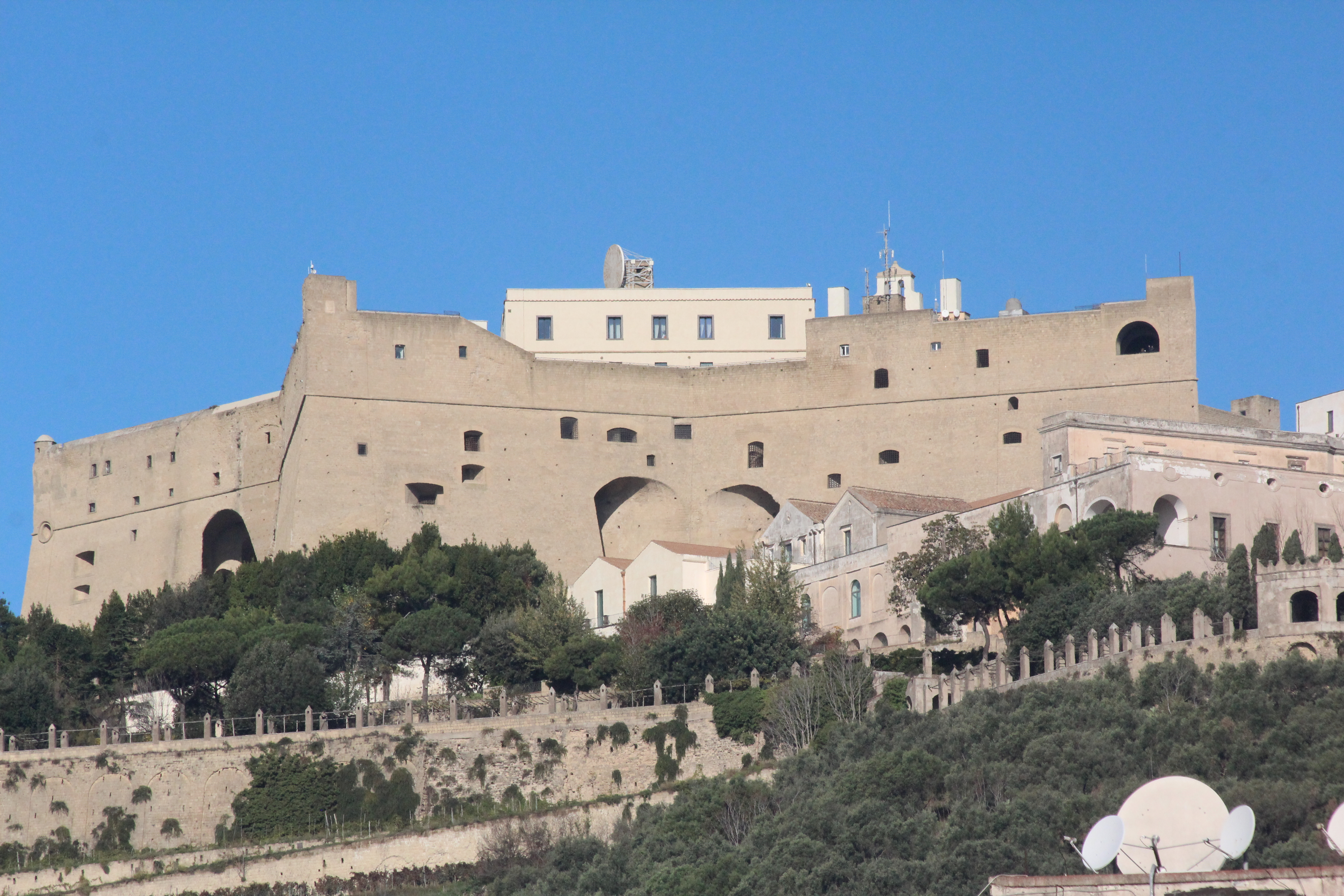
Napoli: Castel Sant'Elmo

Scarse sono le notizie sulla vita e, soprattutto, sulla conversione delle ideologie, tra il 1789 e il 1793; si sa, tuttavia, che all'arrivo della flotta francese a Napoli, nel dicembre 1792, per il riconoscimento della neonata Repubblica francese, Eleonora fu tra gli ospiti dell'ammiraglio Latouche Treville unitamente, tra gli altri, a Carlo Lauberg, Emanuele De Deo, Antonio Jerocades; è probabile che l'attenzione poliziesca sulla de Fonseca si sia appuntata proprio a seguito di tale frequentazione, ma di certo già nel 1794 il suo nome risulta iscritto tra i "rei di Stato" per aver parteggiato per un tentativo di rivolta giacobina interrotta con la condanna a morte dei colpevoli (tra cui il sopra citato Emanuele De Deo).
Già bibliotecaria della regina Maria Carolina d'Asburgo-Lorena, con lei aveva tuttavia frequentato i salotti degli illuministi napoletani, in un primo tempo sostenuti dalla stessa sovrana. Forte fu il legame tra le due donne, ma si interruppe drasticamente con il sopraggiungere, dalla Francia, delle notizie che facevano conoscere i drammatici sviluppi della Rivoluzione e, segnatamente, la morte della sorella Maria Antonietta.
La regina, che sosteneva il dispotismo illuminato, si sentì tradita da quei circoli che con lei avevano lavorato per una monarchia moderna e che ora propugnavano l'avvento della repubblica, e li combatté inflessibilmente, spinta anche dall'odio verso i giacobini responsabili della morte della sorella.
Nel 1797 venne sospeso alla Fonseca il sussidio mensile di dodici ducati concessole nel 1785.
Ancora scarse sono le notizie biografiche nell'anno 1797 e il suo nome ricompare, nell'ottobre del 1798, quando Eleonora fu incarcerata con l'accusa di giacobinismo. Nel gennaio 1799, conseguentemente a un armistizio firmato a Sparanise tra il rappresentante del Regno e i francesi, che si stavano avvicinando a Napoli, fu liberata dai "lazzari", che, facendo evadere alcuni delinquenti comuni, liberarono anche detenuti politici. Annotata, in abiti maschili, tra coloro che il 19 gennaio si impossessarono di Castel Sant'Elmo per preparare l'arrivo alle truppe francesi, il 22 gennaio del 1799 era tra coloro che proclamarono la Repubblica Napoletana e il 2 febbraio usciva il primo numero del "Monitore Napoletano", periodico bisettimanale, di cui era diventata direttrice il 25 gennaio. Pur essendo ovviamente repubblicana, non esitò a scontrarsi con i francesi in occasione di comportamenti men che corretti e, conscia della responsabilità che gli intellettuali si erano assunti con l'istituzione della Repubblica, non esitò anche a sottolineare tale condizione: "La plebe diffida dei patrioti perché non gl'intende..."
Eleonora fu arrestata e portata su una delle navi ancorate nel golfo di Napoli dove furono radunati i rei di Stato in attesa della definizione delle sentenze. Vennero compilate due liste, non pervenuteci, contenenti i nominativi dei "rivoltosi" distinti per gravità dei reati commessi: mentre per 80 si prevedeva la possibile condanna a morte, per gli altri, autori di reati più lievi, venne concessa la possibilità di partire effettivamente per Tolone previa sottoscrizione di una "obbliganza penes acta", in sostanza un contratto ed una sentenza insieme, con cui il giudice ed il condannato rinunciavano al processo ed il secondo giurava, pena la morte, di mai più rientrare nel Regno. Non è noto se Eleonora fosse nell'elenco dei più "pericolosi", ma fu tra i firmatari dell'"obbliganza". Ad agosto, mentre le navi si apprestavano a salpare, venne richiesto di consegnare altri dieci rivoltosi, accampando un errore di valutazione dei reati commessi; anche in questo caso Eleonora non rientrava in questo novero. Giunse l'ordine di farla sbarcare solo due giorni dopo e venne rinchiusa nel carcere della Vicaria.
Volle allora cancellare dal suo cognome il "de" nobiliare e divenne una protagonista della vita politica della Repubblica Napoletana (della quale salutò l'avvento scrivendo, peraltro, durante l'occupazione di Castel Sant'Elmo, l'Inno alla Libertà di cui non si ha oggi traccia). In primo luogo partecipò alla formazione del Comitato centrale che favorì l'entrata dei francesi a Napoli. Dai suoi articoli emerge un atteggiamento democratico ed egualitario ultra, contrario a ogni compromesso con le correnti moderate e volto soprattutto a diffondere nel popolo gli ideali repubblicani, attività nella quale la Pimentel si impegnava attivamente anche della Sala d'Istruzione Pubblica istituita nel tentativo di propagandare verso i meno colti gli ideali repubblicani. Tuttavia i suoi tentativi di rendere popolare il nuovo regime ebbero scarso successo; l'unico effetto palese fu quello di acuire il malanimo dei Borbone nei suoi confronti e di attirarle addosso la loro vendetta quando la Repubblica, nel giugno del 1799, fu rovesciata e la monarchia restaurata.
Il processo a suo carico (presidente Vincenzo Speciale) si celebrò il 17 agosto così disattendendo, di fatto, la firma regia già apposta all'obbligo derivante dal penes acta da lei accettato e firmato.
Condannata a morte, venne impiccata, a 47 anni, insieme al principe Giuliano Colonna, all'avvocato Vincenzo Lupo, al vescovo Michele Natale, al sacerdote Nicola Pacifico, ai banchieri Antonio e Domenico Piatti. Oltre i predetti, il 20 agosto 1799 venne anche giustiziato per decapitazione, a soli 27 anni, Gennaro Serra di Cassano  nella storica Piazza Mercato. Eleonora de Fonseca salì al patibolo per ultima, dopo aver assistito all'esecuzione dei suoi compagni, con coraggio. Le sue ultime parole furono una citazione virgiliana: "Forsan et haec olim meminisse iuvabit". Venne sepolta nella Congrega di Santa Maria di Costantinopoli, oggi scomparsa, nel complesso religioso di Sant'Eligio. Secondo una recente ricerca, a metà Ottocento, i suoi resti furono traslati nella cappella di famiglia nel cimitero monumentale di Napoli.
A testimonianza dello spirito plebeo, fedele alla monarchia, che si contrapponeva all'esperienza della Repubblica napoletana del 1799, si diffuse dopo la morte della Fonseca una satira anonima che così recitava:
che cantava 'ncopp' 'o triato

mo abballa mmiez' 'o Mercato

Viva 'o papa santo

ch'ha mannato 'e cannuncine

pe' caccià li giacubine

Viva 'a forca 'e Mastu Donato!

Sant'Antonio sia priato»

## Opere
- Il Monitore Repubblicano del 1799, a cura di Benedetto Croce, Bari, Laterza, 1943

## Letteratura, cinematografia e arti

### Letteratura
- Enzo Striano, Il resto di niente, Milano, Rizzoli, 1986,  p. 366.

### Cinematografia
- Il resto di niente (2004), è un film tratto dal romanzo omonimo di Enzo Striano, regia Antonietta De Lillo, il personaggio di Eleonora è interpretato dall'attrice portoghese Maria de Medeiros

### Teatro
- Cesare Riccardi, La ristorazione del 1799 ossia i martiri di Napoli, dramma in tre atti, Milano, Ditta P.M. Visaj, 1860.
- Eleonora oratorio drammatico è il titolo di un'opera musicale scritta da Roberto De Simone in ricordo di Eleonora Pimentel Fonseca; la prima ebbe luogo l'8 gennaio 1999 alle ore 21:00 (protagonista l'attrice britannica Vanessa Redgrave) al Teatro San Carlo di Napoli in occasione del bicentenario della Repubblica Napoletana del 1799 alla presenza del Presidente della Repubblica Oscar Luigi Scalfaro. L'opera venne trasmessa in diretta radio su "Radiotre suite" e, in differita, alle ore 23:00 dello stesso giorno su Raitre.

### Arte
- Giuseppe Boschetto (Napoli 1841-1918), “La Pimentel condotta al patibolo”, 1868, Napoli, palazzo della Provincia, in consegna dal Museo di Capodimonte;
- Domenico Battaglia (Napoli 1842-1921), “Perquisizione in casa di Eleonora Pimentel Fonseca (5/10/1798)”, 1846/1904, 120 x 160, olio su tela;
- Tito Angelini (Napoli 1806-1878), anni successivi al 1860, “Esecuzione di Eleonora Pimentel e Gennaro Sera di Cassano”, gesso patinato color terracotta, Museo di San Martino, Napoli, sala 51.
- Marisa Ciardiello (Napoli 1939-), "Busto di Eleonora Pimentel Fonseca", 1999 in occasione del bicentenario della morte, bronzo, Biblioteca Nazionale di Napoli "Vittorio Emanuele III".

### Filatelia
20/08/1999 , emissione commemorativa di francobollo da £. 800 (€ 0.41), IPZS Roma, disegnatore G. Milite, tiratura 3.000.000 di esemplari, dimensioni 40 x 30 mm,  soggetto Ritratto di Eleonora Pimentel Fonseca, sullo sfondo Castel Sant’Elmo.

### Annotazioni
1. ↑  Accusati di corrompere la gioventù e di essere i principali artefici della supremazia papale sul potere monarchico, i gesuiti furono espulsi dai principali regni e dalle loro colonie. In Portogallo, Sebastião José de Carvalho e Melo, marchese di Pombal, Ministro del Regno sotto Giuseppe I del Portogallo e fautore dell’assolutismo monarchico, entrò dapprima in conflitto con la Compagnia di Gesù per problemi legati alle reducciones brasiliane poi, nel 1758, accusò i Gesuiti di essere coinvolti nel fallito attentato a re Giuseppe I. L’anno successivo, nel 1759, il re confiscò i possedimenti dell’ordine decretandone l’espulsione (William Bangert -1990- Storia della Compagnia di Gesù, Marietti, Genova); ne conseguì la frattura con lo Stato Pontificio che, a sua volta, decretò l’espulsione dei cittadini portoghesi dai suoi territori.
2. ↑  "...uomo assai noto per la probità e valore nelle lettere..." (Arch. di Stato di Napoli, Atti del Proc. di separazione coniugale Fonseca. Tria, deposizione di D. Giuseppe de Souza, ff. 94-98)
3. ↑  Parlava portoghese, italiano, francese e sapeva leggere l'inglese (Arch. di Stato di Napoli, Atti del Proc. di separazione coniugale Fonseca. Tria, deposizione di D. Giuseppe de Souza, ff. 94-98); era inoltre appassionata di matematica e fisica, e seguì le lezioni di F.M. Guidi, matematico, poiché era "...molto portata per le scienze..." (idem, deposizione di F. M. Guidi, ff. 90-94)
4. ↑  In una lettera datata 9 ottobre 1775, in risposta ad una missiva di Eleonora, Metastasio lodava "la nobile e annoniosa franchezza" nel verseggiare nonché la "vivace immaginazione" e la sicurezza dell'erudizione storica e mitologica
5. ↑  Versi del sig. di Voltaire responsivi ad un sonetto della nobile ed egregia donzella E. F. di P. abitante a Napoli (da Elena Urgnagni, 1998) Beau rossignol de la belle Italie

Vôtre sonnet cayeole un vieux hibou

Au mont Jura rétiré dans un trou

Sans voix, sans plumes, & privé de génie.

Il veut quitter son païs morfondu:

Auprès de vous à Naples il va se rendre

S'il peut vous voir, & s'il peut vous entendre,

Il réprendra tout ce qu'il a perdu.

trad.

Dolce usignolo della bella Italia

Il vostro sonetto coccola un vecchio gufo

Rifugiato sul monte Giura in un buco,

Senza voce, spennacchiato, e privo di genio.

Vuol lasciare il suo paese noioso;

Vicino a voi a Napoli vuole venire,

Se vi può vedere, se può ascoltarvi,

Riacquisterà tutto quello che ha perso.
6. ↑  Presso la stessa chiesa era stata sepolta, nel 1771, la madre e, nel 1779, venne sepolto l'unico figlio della coppia, Francesco, morto all'età di circa un anno
7. ↑  Come risulta dagli atti del processo di separazione (Arch. di Stato di Napoli, Atti del Proc. di separazione coniugale Fonseca. Tria, fasc. 43), il matrimonio si celebrò presso la Chiesa di Sant'Anna di Palazzo. Il contratto matrimoniale prevedeva che la sposa portasse in dote il corredo, nonché 4 000 ducati, di cui 1 000 in contanti, e la somma di ulteriori 333 per l'acquisto, da parte del Tria Solis, di una proprietà. Di converso, il marito avrebbe dovuto concederle un donativo annuo di 50 ducati per "lacci e spille", ovvero per l'acquisto di beni personali. In realtà, come risulta dagli atti sopra citati, il Tria Solis non solo dilapidò ben presto la dote della moglie, ma non versò mai il cosiddetto "spillatico". Si consideri, per valutare l'entità della dote portata dalla Pimentel Fonseca, che a metà dell'800, il reddito medio di un operaio oscillava tra i 59 e i 73 ducati annui, che un professore dell'Università di Napoli raggiungeva i 210, e che il Segretario perpetuo della Società Economica Provinciale percepiva circa 240 ducati anno ("La Società economica di Terra di Lavoro", Alessandro Marra, Milano 2006, p. 93 e sgg.).
8. ↑  Come risulta dagli atti del processo di separazione (Arch. di Stato di Napoli, Atti del Proc. di separazione coniugale Fonseca. Tria, ff. 94-98), deposizione di Eleonora:...giunse al pazzo furore di voler bruciare due libretti di epistole inglesi contenenti la storia di quell'isola ed altri di belle lettere francesi stampati in Olanda traendo argomento dalla lingua e dal luogo che dovessero essere ereticali ed affermando che egli come marito poteva e voleva guidare le mie azioni e la mia coscienza
9. ↑  Dai "Sonetti di Altidora Esperetusa in morte del suo unico figlio", Napoli 1779:Figlio, tu regni in cielo, io qui men resto

Misera, afflitta, e di te orba e priva.

Figlio, mio caro figlio, ahi! l'ora è questa

ch'io soleva amorosa a te girarmi,

e dolcemente tu solei mirarmi

a me chinando la vezzosa testa.

Del tuo ristoro indi ansiosa e presta

i' ti cibava; e tu parevi alzarmi

la tenerella mano, e i primi darmi

pegni d'amor: memoria al cor funesta!
10. ↑  Gli atti preparatori per la nascita della Reale Accademia Napoletana di Scienze e Belle Lettere risalgono a Re Carlo III; la fondazione avvenne nel 1779 sotto il regno del successore re Ferdinando IV e della regina Carolina. Successivamente Giuseppe Bonaparte, nel 1808, fece confluire le Accademie borboniche nella Società Reale di Napoli ripartita in tre distinte aree tematiche: Storia e Belle Lettere; Scienze; Belle Arti. Nel 1817 l'Accademia di Storia e Belle Lettere venne fatta confluire nell'Accademia Ercolanese di Archeologia, fondata precedentemente, nel 1755, da Carlo III.
11. ↑  Benché non esista evidenza certa di un'adesione alla massoneria di Eleonora tuttavia (Ruggiero Castiglione (2010), La Massoneria nelle Due Sicilie: E i "fratelli" meridionali del '700, Gangemi ed. vol. III) in alcuni dei suoi lavori sarebbero individuabili parole chiave e miti che rimandano certamente a tale associazione. Nel corso del tentativo di rivolta del 1794 il suo nome venne ufficialmente associato alla massoneria da Annibale Giordano, uno dei congiurati (Ruggiero Castiglione (2010) op. cit., p. 487). Fabrizio Fiorini, Rudolf Steiner e la Massoneria. La Mystica Aeterna, Mimesis ed., Milano, 2022, p. 241, n. 6 scrive che fu "la prima donna iniziata nella Massoneria Egizia".
12. ↑  "Componimenti poetici, per le leggi date alla nuova popolazione di Santo Leucio da Ferdinando IV re delle Sicilie", Napoli 1789, p. 123Cinto Alessandro la superba fronte

di cento allori sanguinosi e cento,

mentre dietro traeva alto lamento

del Nilo debellato, e dell'Oronte

Formar ampia Città d'eccelso monte

uom gli propose alle bell'opre intento;

sbigottì l'ardua impresa il fier talento,

benché di cose vago ardite, e conte.

Ma Fernando il Tifate apre e disgiunge,

e nobil terra in su l'alpestre vetta

fonda, e l'arti vi chiama, e onor le aggiunge.

E d'innocenza, e di virtù perfetta,

mentre Egeria più saggia a sé congiunge,

novello Numa, nuove Leggi Ei detta
13. ↑  Tale permanenza a Napoli della flotta francese fino al 29 gennaio 1793, peraltro già ripartita e costretta e riparare nuovamente a Napoli a causa di una forte tempesta, viene considerata l'embrione della "Società Patriottica Napoletana" giacobina costituitasi, sotto la guida di Carlo Lauberg, nell'agosto del 1793 nel corso della cosiddetta "cena di Posillipo" cui presero parte, oltre allo stesso Lauberg, Annibale Giordano, Giovanni Labonia, Rocco Lentini, Nicola Celentano, Vincenzo Briamo, Vincenzo Pastor, Ferdinando Rodriguez, Raimondo Grimaldi, Michele di Tommaso, Vincenzo Manna, Giuseppe Abamonti, Francesco Pomarici, Vincenzo Lustri. Dalla "cena di Posillipo" era scaturita la "Costituzione di Posillipo" che prevedeva la istituzione di "clubs (sic) elementari", ciascuno con un presidente, un deputato e un segretario, costituito da massimo 12 unità; nel caso di superamento dei 12 appartenenti, il club doveva sdoppiarsi ed i componenti di ciascuno non potevano, né dovevano, comunicare notizie delle attività svolte individuando un solo referente che avrebbe mantenuto i rapporti con gli altri "clubs" (Nicola Nicolini, in Arch. Puglia (1955), n. 1-4, pp. 197-204, Teodoro Monticelli e la Società patriottica napoletana (1793-94).
14. ↑  Già occupato dal popolo nei primi giorni della rivoluzione, venne poi occupato dai repubblicani che da questa postazione sopraelevata cannoneggiarono i "lazzari" che si opponevano all'entrata in città dell'esercito francese capeggiato dal gen. Championnet. Il 23 gennaio 1799 qui venne innalzato il tricolore della Repubblica Napolitana (blu, giallo, rosso); in questo castello vennero inoltre rinchiusi, ad avvenuta restaurazione della monarchia borbonica, molti dei patrioti in attesa dei processi e delle successive esecuzioni, tra cui Domenico Cirillo e Luisa Sanfelice.
15. ↑  "Sabato 14 Piovoso, anno VII della Libertà, anno I della Repubblica Napolitana una, ed indivisibile" il cui primo articolo si apriva con le parole: Siam liberi, infine, ed è giunto anche per noi il giorno in cui possiamo pronunciare i sacri nomi di libertà e uguaglianza...
16. ↑  Nel primo numero Eleonora diede merito proprio ad Emanuele De Deo per il suo virtuoso silenzio giacché, nonostante le torture cui era stato sottoposto prima dell'esecuzione, non aveva fatto i nomi dei congiurati.
17. ↑  L'ultimo numero del "Monitore", dopo 35 numeri, uscirà l'8 giugno 1799
18. ↑  Nel secondo numero del Monitore, del 17 piovoso, Eleonora scrisse:Molti zelanti cittadini pubblicano giornalmente eloquenti allocuzioni destinate al popolo; sarebbe comunque desiderabile comporne alcune destinate specialmente per quella parte di esso che è chiamata plebe, proporzionate alla loro intelligenza e possibilmente nella loro lingua (n.d.r. cioè in dialetto).... Conscia che il livello della cultura popolare non consentiva di comprendere appieno le motivazioni della rivoluzione che aveva scacciato il re da Napoli, perorò la causa di un giornale in dialetto, da leggersi pubblicamente, che riportasse i principali fatti e le leggi approvate dal governo rivoluzionario, non disdegnando di suggerire lo sfruttamento, quale metodo di propaganda, di cantastorie e, addirittura, teatri di burattini
19. ↑  Il 13 giugno 1799 le "armate sanfediste" del Cardinale Ruffo di Calabria entrarono a Napoli; il 19 dello stesso mese veniva firmata la capitolazione che prevedeva la libertà per i rivoluzionari che avrebbero potuto imbarcarsi su navi francesi alla fonda per raggiungere Tolone. Il 30 giugno re Ferdinando IV, rientrato a Napoli, rigettava la capitolazione ed istituiva una "Giunta di Stato" per giudicare i colpevoli.
20. ↑  testo del "Contro la Regina di Napoli" scritto da Eleonora durante la carcerazione del 1798:Rediviva Poppea, tribade impura,

d'imbecille tiranno empia consorte

stringi pur quanto vuoi nostre ritorte

l'umanità calpesta e la natura...

Credi il soglio così premer sicura 

e stringer lieto il ciuffo della sorte? (nota: secondo un'iconografia alquanta rara, la fortuna viene rappresentata con il capo rasato ed un sol ciuffo per il quale occorre afferrarla)

Folle! E non sai ch'entro in nube oscura 

quanto compresso il tuon scoppia più forte?

Al par di te mové guerra e tempesta 

sul franco oppresso la tua infame suora 

finché al suol rotò la indegna testa...

E tu, chissà? Tardar ben può ma l'ora 

segnata è in ciel ed un sol filo arresta 

la scure appesa sul tuo capo ancora.
Nel loro La lunga marcia del cardinale Ruffo, alla riconquista del Regno di Napoli (1967), Borzi ed., Antonino Cimbalo e Mario Battaglini, p. 113, avvertono che il sonetto era stato attribuito anche a Francesco Astore (1742-condannato a morte nel 1799) autore del Catechismo Repubblicano. Nello stesso testo gli autori precisano altresì che le dure invettive contro la regina contenute nel Monitore, nonché il fatto che Eleonora avrebbe recitato a Castel Sant'Elmo un sonetto da lei scritto durante la prigionia alla Vicaria contro la stessa sovrana (Monitore n.ro 14 del 23 marzo 1799), farebbero tuttavia propendere maggiormente per l'individuazione dell'autore proprio nella De Fonseca.
21. ↑  Il Consigliere Vincenzo Speciale (1760-1813), nominato membro della Giunta di Stato nel 1799 da John Acton, Segretario di Stato del Regno di Napoli, ne fu uno dei presidenti più attivi ed implacabili; a lui sono ascrivibili oltre cento condanne capitali.
22. ↑  Di maggiore portata fu, tuttavia, il rinnegare per il tramite dell'Ammiraglio inglese Orazio Nelson - dinanzi a tutte le nazioni d'Europa - la capitolazione stipulata con i Repubblicani. Per un inquadramento dal punto di vista inglese, si veda Constance H.D. Giglioli (1903), Naples in 1799 an account of the Revolution of 1799 and of the rise and fall of the Parthenopean Republic, Londra, John Murray, Albermale Street, Appendix, pp. 399 e sgg.: Sir William Hamilton's (n.d.r. Ambasciatore inglese a Napoli durante la Repubblica) despatch to Lord Grenville, from which extracts have been made in the foregoing pages redatto a bordo del Foundroyant (Nave da 80 cannoni, varata nel 1798 ed ammiraglia di Nelson dal 6 giugno 1799 al giugno 1801) il 14 luglio 1799
23. ↑  È controverso se la rinuncia al titolo nobiliare, in base al quale le sarebbe spettata la condanna alla decapitazione, sia stato da Eleonora richiesta processo durante o se ne sia stata privata per disposizione dei sovrani e segnatamente della regina Carolina, da Eleonora pesantemente colpita con un sonetto denigratorio che iniziava con "Rediviva Poppea, tribade impura..." e proseguiva con un'elegia per la morte per decapitazione della sorella, Maria Antonietta di Francia. Come giustificazione "legale" sarebbe stato accampato che il titolo nobiliare era portoghese e non riconosciuto nel Regno di Napoli. La condanna a morte per impiccagione avrebbe infatti comportato l'esposizione del corpo più a lungo, e più in alto, al ludibrio della folla. Analogamente controverso sarebbe il fatto che, per ordine della regina, Eleonora sarebbe stata privata, in vista dell'esecuzione, delle mutande (vicenda citata da Mariano d'Ayala nel suo "Vita degli italiani benemeriti della libertà", Roma 1883) per aumentarne la vergogna e che solo per pietà una popolana -forse un'ex cameriera di Eleonora- avrebbe passato alla condannata una spilla da balia con cui chiudere i lembi della gonna. Il fatto potrebbe essere indirettamente negato giacché si legge, in una nota dei Bianchi di Giustizia (gli incappucciati che accompagnavano i condannati al patibolo): "I cadaveri di Domenico Piatti e Lupo furono sepolti nella Chiesa di S. Maria di Costantinopoli. Gli altri due di Antonio Piatti e Pimentel si dovevano seppellire nella chiesa di S. Caterina al Mercato, ma essendo venuta una considerevole pioggia, si mandarono a prendere dalla forca ove erano sospesi dai becchini, e furono sepolti nella stessa chiesa di Santa Maria ove furono sepolti vestiti interamente come furono spiccati" (Archivio storico Diocesano di Napoli, Registri dei Bianchi di Giustizia, scrivano Calà pag. 42).
24. ↑  Una differente versione, riportata da Antonio Venci in "La Canzone Napoletana nel tempo, nella letteratura, nell'arte", 1955, Napoli Alfredo Guida Editore, recita: Addò è ghiuta 'onna Lionora

Ch'abballava n'coppa o triato

e mo abballa cu'e vruoccole e'rapa;

N'ha pututo abballà chiù!

Iate o' Ponte (nota: fa riferimento al Ponte della Maddalena attraverso cui, il 23 gennaio 1799, i francesi erano entrati a Napoli; ma sullo stesso ponte, dopo aspri combattimenti, il 13 giugno 1799 entrarono anche le armate Sanfediste contro-rivoluzionarie) 

Nun putite abballà chiù
25. ↑  Può sembrare strano che venga invocato Sant'Antonio piuttosto che il protettore di Napoli, San Gennaro, ma quest'ultimo venne accusato di "giacobinismo" e privato del titolo per aver compiuto il miracolo della liquefazione del sangue il 24 ed il 27 gennaio 1799 alla presenza dell'invasore francese rappresentato dal generale Jean Étienne Championnet. Sant'Antonio rimase patrono di Napoli dal 1799 al 1814

### Fonti e note
1. ↑  Com'è noto, non esiste un ritratto autentico. Quello presente nel volume Pantheon dei martiri della libertà italiana (Torino, 1852), più volte riprodotto (compreso l`Albo della rivoluzione napoletana del 1799, a cura di B. Croce, G. Ceci, ecc., Napoli, 1899, tav. XXVII), è frutto di una tradizione iconografica. Così si evince dalla lettura di:  Benedetto Croce, La rivoluzione napoletana del 1799: biografie, racconti, ricerche, a cura di Cinzia Cassani, Napoli, Bibliopolis, 1998-1999,  p. 101.
2. ↑  All'anagrafe "Leonor da Fonseca Pimentel Chaves" e successivamente "Eleonora Anna Maria Felice de Fonseca Pimentel". Si trovano riferimenti a lei con le storpiature "Pimentella" o "Pimentel Fonseca".
3. ↑  Cento storie di strada di Daniele Presutti, Bibliotheka Edizioni, 2014, ISBN 978-88-9880-17-56
4. ↑   Targa in memoria di Eleonora De Fonseca Pimentel, su rerumromanarum.blogspot.it.
5. ↑  padre: Clemente Henriques de Fonseca Pimentel Chaves, nato nel 1723, conobbe la madre, Caterina Lopez de Léon, a Roma.
6. ↑  È dibattuto se il trasferimento sia avvenuto nel 1760 (Maria Antonietta Macciocchi (1998) Cara Eleonora. Passione e morte della Fonseca Pimentel nella rivoluzione napoletana, Libri S.p.A. Milano) o nel 1761 ("Une Portugaise au coiur de la Revolution Napolitaine" Online. ASTI)
7. ↑  Fileteti, ovvero "amanti della verità", altro nome con cui veniva indicata la scuola dei Neoplatonici Alessandrini, o Teosofi, fondata da Ammonio Sacca nel III secolo.
8. ↑  Pietro Metastasio (1832), Tutte le opere, Firenze, pp. 1048 ss. e 1088-1093
9. ↑  " Nullum ius Romani pontificis maximi in Regno Neapolitano: Niun diritto compete al sommo Pontefice sul Regno di Napoli. Dissertazione storica-legale del consigliere Nicolò Caravita", Napoli 1707
10. ↑  Edito a Napoli nel 1768.
11. ↑  B. Croce ritenne l'epitalamio una "non poesia", dato il valore esclusivamente encomiastico. Per una lettura del testo completo, si veda Elena Urgnagni (1998), La vicenda letteraria e politica di Eleonora de Fonseca Pimentel, Napoli, La Città del Sole, pp. 36-74).
12. ↑  "Versi del sig. di Voltaire responsivi ad un sonetto della nobile ed egregia donzella E. F. di P. abitante a Napoli", luglio 1776, p. LXXI
13. ↑  Nel 1779 scrisse peraltro una Ode elegiaca di Altidora Esperetusa per un aborto nel quale fu maestrevolmente assistita da Michele Renato Pean (M.R. Pean, inglese, è annotato nel Calendario di Corte come "chirurgo della Regina"). Per il testo si veda Elena Urgnagni 1998, pp. 161-172
14. ↑  Per i testi completi dei sonetti si veda Elena Urgnagni 1998, pp. 156-161.
15. ↑  Testo completo, preceduto dalla lettera di Eleonora a Sebastião José de Carvalho e Melo, Marchese di Pombal, Primo ministro e Segretario di Stato del Portogallo, in Elena Urgnagni 1998, pp. 131-156.
16. ↑  Atti della Reale Accademia delle Scienze e Belle Lettere) di Napoli dalla fondazione insino all'anno MDCCLXXXVII, ed. presso Donato Campo Stampatore della Reale Accademia (1788), Discorso istorico preliminare, p. XXI
17. ↑  Giulia Carafa Cantelmo Stuart (1775-1841), figlia di Gennaro I di Roccella e Teresa Carafa di Forlì, moglie del Duca Luigi Serra di Cassano, fu madre di Gennaro Serra di Cassano. Durante la Repubblica Napoletana, unitamente alla sorella Maria Antonia Carafa Duchessa di Popoli (1763-1823), si diede a raccogliere fondi per i feriti e per gli ammalati talché entrambe furono indicate da Eleonora, sul Monitore Napoletano con l'epiteto di "Madri della Patria". Ad avvenuta restaurazione della monarchia borbonica, il figlio Gennaro venne giustiziato mentre le due sorelle vennero condannate all'esilio ed i loro beni confiscati. Mentre Giulia rientrò dall'esilio a Napoli nel 1804 tuttavia in condizioni mentali non buone, la sorella si suicidò nel 1823.
18. ↑  16 agosto 1785 ordine ai Banchi Cittadini; per tale concessione Eleonora comporrà il sonetto Il vero omaggio incentrato sul tour eseguito, quello stesso anno, dalla coppia regale a Milano, Genova, Torino, Firenze e Pisa.
19. ↑  Ruggiero Castiglione (2010), La Massoneria nelle Due Sicilie: E i "fratelli" meridionali del '700, Gangemi ed. vol. III, pp. 486 e sgg.
20. ↑  Risale al 16 ottobre 1793 la decapitazione di Maria Antonietta, regina di Francia e sorella di Maria Carolina
21. ↑  Accusò tra l'altro il generale Guillaume Philibert Duhesme di rapina, tanto che i nn. 13 e 14 del Monitore, rispettivamente del 16 e del 26 marzo (26 Ventoso e 3 Germile) sarebbero stati sequestrati dal Comando francese (B. Croce "La Rivoluzione Napoletana del 1799", pag. 35, nota 1)
22. ↑  "Monitore Napoletano" n.ro 3 del 9 febbraio 1799 (21 Piovoso, secondo la denominazione rivoluzionaria)
23. ↑  Nel 1803 re Ferdinando IV diede ordine di distruggere i documenti processuali relativi alla restaurazione borbonica (cfr. B. Croce "La Rivoluzione Napoletana del 1799", Bari 1912, pag. 24)
24. ↑  B. Croce, op.citata, pag. 58
25. ↑  Dalle memorie di Amodio Ricciardi, uno dei rivoltosi partiti per la Francia, citata da Francesco Maresca in Archivio Storico Napoletano XIII, pp. 79-83
26. ↑  Vincenzo Speciale (1760-1813)
27. ↑  A proposito della repressione, scrive il Croce: «Lasciamo da parte i consiglieri per cortigianeria o per esaltazione e il canagliume ch'è sempre pronto e disposto a tutto. Ma i grandi responsabili restano tre: re Ferdinando, Carolina d'Austria e il Nelson.»; B.Croce "La Rivoluzione Napoletana del 1799", Bari 1912, p. XVI
28. ↑  Portici 1772 - Napoli 1799, figlio del Duca Luigi Serra di Cassano e di Giulia Carafa
29. ↑  "...La Eleonora Fonseca Pimentel, buona donna e compilatrice del Monitore Napoletano andiede alla morte con intrepidezza, ed essendo nell'atto di morire, salutò alla meglio gli affocati già morti suoi compagni"..."vestita di bruno, colla gonna stretta alle gambe..." (Carlo de Nicola in "Diario Napoletano 1798-1800", Milano 1963)
30. ↑  Come riferito da Vincenzo Cuoco in Saggio storico sulla rivoluzione di Napoli, cfr.: Giovanni Spadolini, L'Italia e la Rivoluzione francese: nel primo centenario dell'89, Le Monnier, 1989, p. 76.
31. ↑  B. Croce, opera citata, pag. 61